# دنیل دای کیم
دنیل دای کیم (به انگلیسی: Daniel Dae Kim) (زاده ۴ اوت ۱۹۶۸) یک بازیگر کره ای، آمریکایی است. از بهترین نقش آفرینی‌های کیم میتوان به جین‌سو ون در مجموعه تلویزیونی لاست اشاره کرد.
از فیلم‌ها یا مجموعه‌های تلویزیونی که وی در آن‌ها نقش داشته است می‌توان به به عشق مسابقه، هاوایی فایو-زیرو اشاره نمود.